# Luis Ottivo
Luis Ottivo Inga fue un sindicalista peruano y dirigente de Patria Libre.

## Biografía
Nació el 25 de agosto de 1940 en la provincia de Huarochirí, Lima. En 1978, fue partícipe de las protestas en la fábrica Cromotex junto a Néstor Cerpa Cartolini, durante el cual resultaría herido siendo trasladado al Hospital de la Policía. Fue indultado cuando era juzgado por su participación en un ataque a las fuerzas armadas que derivó en la muerte de un guardia civil durante los incidentes en Cromotex.
Fue dirigente de la Unidad Democrática Popular (UDP) y de Pueblo en Marcha. En 1988, fue detenido, encontrándosele propaganda subversiva en su poder. Fue derivado a la DIRCOTE, siendo liberado poco después por falta de pruebas.
En el año 2008, fue parte de los firmantes de la solicitud presentada por el Comité Pro Libertad Víctor Polay Campos para el traslado del líder del MRTA de la Base Naval del Callao a una prisión civil. En el año 2009, fue denunciado por apología al terrorismo junto a  Luis Villar Gamboa y José Carlos Abarca por ensalzar la figura del emerretista Néstor Cerpa Cartolini en el congreso y solicitar la participación política de emerretistas en la política nacional.
En las elecciones del 2011, fue candidato al congreso por el partido Despertar Nacional. Falleció el 31 de octubre del 2021.